# Crkva sv. Terezije Avilske u Ravnoj Gori
Crkva sv. Terezije Avilske u Ravnoj Gori je katolička župna crkva u Ravnoj Gori. Izgrađena je 1907. godine prema nacrtima arhitekta Hermanna Bollea. Značajna je po bogatoj riznici koju čuva i predstavlja vrijednu baštinu ravnogorskoga kraja.

## Povijest
Gradnja crkve u Ravnoj Gori započela je 1770. godine. Uz pomoć carice Marije Terezije, crkva je izgrađena 1774. godine. Donji dio crkve bio je zidan, a gornji drven. Župna crkva posvećena je sv. Tereziji Avilskoj čiji se dan svetkuje 15. listopada. Drugi titular crkve je sveti Bartol apostol. Naime, 24. kolovoza 1778. godine (kada se i svetkuje sv. Bartol apostol) tuča je uništila sav urod u Ravnoj Gori i Ravnogorci su odlučili uzeti sv. Bartola za svog drugog zaštitnika.
S idejom da se u Ravnoj Gori osnuje samostalna župa krenulo se 1803. godine, a četiri godine kasnije, 1807. godine ta ideja je i ostvarena. Od tada, u Župu Ravna Gora spadaju Župna crkva sv. Terezije Avilske te Kapelica sv. Florijana u Kosi i Kapela sv. Antuna Padovanskog u Staroj Sušici.
Od 1823. do 1826. godine crkva je proširivana. 1899. godine crkva je bila u jako lošem stanju te je 1905. godine srušena. 
Izgradnja nove, današnje crkve započela je 1905. godine prema nacrtima Hermanna Bollea, na temeljima drvene crkvice iz 1770. godine. Crkva je dovršena 1907. godine. 
Od 1977. godine do danas napravljene su temeljite obnove u Župi Ravna Gora, odnosno obnovljena je Crkva sv. Terezije u Ravnoj Gori te Kapelice u Staroj Sušici i Kosi.

## Oltari
- Oltar sv. Terezije Avilske
- Oltar sv. Bartola
- Oltar Srca Isusovog
- Oltar sv. Ane
- Oltar Majke Božje Lurdske
- Oltar sv. Ivana Krstitelja (u krstionici)

- Oltar svete Terezije Avilske
- Oltar svetog Bartola
- Oltar Srca Isusovog
- Oltar svete Ane
- Oltar Majke Božje Lurdske

## Kipovi
- Kip sv. Jude Tadeja
- Kip Majke Božje Žalosne
- Kip sv. Franje Asiškog

## Crkveni inventar
Crkva posjeduje vrlo vrijedne predmete. Najvrjedniji predmet je pokaznica koju je darovala carica Marija Terezija prilikom posvete Crkve 1778. godine.
Pokaznica je srebrna, a ukrašena je crvenim granatima, ljubičastim i svijetlo plavim turmalinima te zelenim berilima. Stalak pokaznice je izrađen od pozlaćenog srebra i na njemu su srebrni ukrasi koji predstavljaju četiri biskupa. Između svakog biskupskog lika nalazi se slika u emajlu u kojoj je prikazan život svete porodice. Stalak je povezan s gornjim dijelom pokaznice sa srebrnim anđelom, koji stoji na podnožju pokaznice i na leđima nosi gornji dio. Pozadina gornjeg dijela pokaznice je pozlaćena, a uokviruju je plameni jezici, koji su ukrašeni ljubičastim turmalinama. Preko te zlatne pozadine, s prednje strane, nalazi se ukras od biljnog ornamenta, sav od srebra. Na njemu su četiri evanđelista, a nad njima lik Boga-oca u obliku starca, koji drži u ruci zemaljsku kuglu. Njemu nasuprot nalazi se pozlaćeni golub s raširenim krilima, s glavom i nogama borbeno naprijed okrenutim. U sredini pokaznice je mjesto za hostiju s lunulom 24 karatnog zlata, koju drži zlatni anđeo. Ostakljeno je to mjesto i obrubljeno raznim kamenjem. Najviši kamen je bijel - 0,5 cm u promjeru – vjerojatno dijamant. Na vrhu pokaznice je pozlaćeni križ, a u sredini križa crveni rubin. Pokaznica je izrađena u baroknom stilu, visoka je 80 cm, široka 35 cm, a teška 2,5 kg.
Osim pokaznice, Crkva, posjeduje i barokni kalež (1741.) te moćnik sv. Simplicija iz XVIII. stoljeća. Srebrni barokni kalež je pozlaćen i ukrašen biljnim ornamentima. Visok je 25 cm, a promjer podnožja, koji je u obliku šesterokuta, je 15 cm. Moćnik je također baroknog stila, izrađen od mesinga i posrebren. Samo je kapsula u kojoj se čuvaju moći pozlaćena. 
Crkva posjeduje i niz vrijednih kaleža, plitica i pokaznica. Među vrijedne stvari spada i crkveno ruho, nekoliko starih misnica među kojima je najstarija bogato ukrašena grbovima pa se smatra da su je crkvi poklonili kraljevi ili kneževi. 
Od knjiga očuvana su dva misala iz 1735. i 1764. godine te Sveto pismo pisano latinskim i talijanskim jezikom, ukrašeno slikama i tiskano u Milanu 1778. godine.

## Orgulje
Ferdo Heferer je izgradio orgulje za crkvu (op. 204) 1908. godine. Glazbalo ima ovu dispoziciju:
| I. manual C–f3 |                 |        |
| 1.             | Bourdon         | 16′    |
| 2.             | Principal       | 8′     |
| 3.             | Gamba           | 8′     |
| 4.             | Lieblichgedeckt | 8′     |
| 5.             | Regal           | 4′     |
| 6.             | Cornett IV      | 2 2/3′ |

| II. manual C–f3 |                 |    |
| 7.              | Geigenprincipal | 8′ |
| 8.              | Bariton         | 8′ |
| 9.              | Vox celeste     | 8′ |
| 10.             | Hohlflöte       | 4′ |

| Pedal C–d1 |               |     |
| 11.        | Subbass       | 16′ |
| 12.        | Principalbass | 8′  |

Spojevi: 5. 

Kolektivi: 3. 

Trakture su pneumatske s registarskim kancelama.

## Vanjske poveznice
- Službene stranice Općine
- Turistička zajednica Općine Ravna Gora  Arhivirana inačica izvorne stranice od 21. srpnja 2011. (Wayback Machine)